# رافال املکو
رافال املکو (انگلیسی: Rafał Omelko؛ زادهٔ ۱۸ ژانویهٔ ۱۹۸۹) ورزشکار دو و میدانی اهل لهستان است.
وی در رشته دو ۴۰۰ متر تخصص دارد. او در رده‌بندی مسابقات دو چهار در صد متر قهرمانی دو و میدانی اروپا تا کنون دو مدال کسب کرده‌است.
املکو در مسابقات جهانی دانشگاهی در ۲۰۱۳ در جایگاه چهارم قرار گرفت و در مسابقات دو و میدانی داخل سالن جهان ۲۰۱۴ به نیمه نهایی راه یافت.